# Ісангулов Ільдар Ільдусович
Ільдар Ільдусович Ісангулов (рос. Ильдар Ильдусович Исангулов; 20 травня 1992, м. Уфа, Росія) — російський хокеїст, захисник. Виступає за «Салават Юлаєв» (Уфа) у Континентальній хокейній лізі. 
Вихованець хокейної школи «Салават Юлаєв» (Уфа). Виступав за «Толпар» (Уфа), «Салават Юлаєв» (Уфа).
У складі молодіжної збірної Росії учасник чемпіонату світу 2012.
Досягнення
- Срібний призер молодіжного чемпіонату світу (2012).